# Tribunal de Justícia de la Unió Europea
|  | Aquest article fa referència al Tribunal de la Unió Europea, no al Tribunal Europeu de Drets Humans dependent del Consell d'Europa |

El Tribunal de Justícia de la Unió Europea (TJUE) és una institució de la Unió Europea (UE) amb seu a Luxemburg que compleix la funció d'òrgan de control del Dret comunitari europeu, i que es caracteritza per la seva naturalesa judicial i supranacional. Les sentències del TJUE tenen caràcter vinculant en els Estats membres de la UE i és el garant d'un ordenament jurídic propi que es veu assistit i aplicat també pels sistemes jurídics nacionals.
Igual que el Tribunal de l'Associació Europea de Lliure Comerç, el TJCE té la seu a la ciutat de Luxemburg, diferenciant-se d'altres institucions de la Unió com el Parlament o la Comissió Europea que radiquen a les ciutats d'Estrasburg i Brussel·les respectivament.
El Tribunal consta d'un Tribunal de Primera Instància, creat el 1989 i del mateix Tribunal de la UE. El Tribunal accepta recursos de particulars i d'Estats, encarregant-se així mateix de comprovar la compatibilitat amb les fonts del Dret comunitari dels actes de les institucions europees i els seus governs. També pot pronunciar-se, a petició d'un tribunal nacional, sobre la interpretació o validesa de les disposicions del Dret comunitari, mitjançant l'anomenada qüestió prejudicial. Mitjançant el "recurs d'anul·lació" controla la legalitat dels actes del Parlament i el Consell de la Unió Europea, així com els de la Comissió que no siguin recomanacions i dictàmens. Igualment coneix del "recurs per omissió" que és una espècie recurs contra la inactivitat d'una institució prèviament requerida perquè actuï.

## Història
El tribunal fou creat l'any 1951 mitjançant la signatura del Tractat de París, pel qual es creà la Comunitat Europea del Carbó i l'Acer (CECA). Mitjançant la signatura del Tractat de Roma l'any 1957, pel qual es creà la Comunitat Econòmica Europea (CEE) i l'Euratom, es convertí en una institució comuna de les tres Comunitats Europees, de la qual va prendre el nom.
Amb la signatura l'any 1992 del Tractat de Maastricht, pel qual les tres comunitats es fusionaren en una de sola anomenada Unió Europea (UE), el Tribunal no canvià de nom.
L'any 2009, passa a denominar-se Tribunal de Justícia de la Unió Europea.

## Naturalesa
La naturalesa del Tribunal de Justícia de la Unió Europea ha estat configurada a través dels Tractats, tenint així caràcter obligatori i permanent per a les Institucions europees i els Estats membre. És una jurisdicció interna inserida en l'ordenament jurídic creat sobre la base del Dret comunitari europeu, que aglutina una sèrie de característiques pròpies d'un Tribunal Constitucional, una jurisdicció administrativa, una jurisdicció civil i una jurisdicció internacional.
D'acord amb les peculiaritats de l'ordenament jurídic comunitari, el Tribunal de Justícia segueix un model exclusiu que no té res a veure amb els tribunals internacionals propis de Dret comunitari aliens a la Unió Europea. Per contra, el TJCE posseeix una naturalesa supranacional gràcies a la parcel·la de sobirania cedida pels Estats membre, cosa que li permet utilitzar no només les fonts del Dret comunitari europeu i el Dret internacional, sinó també el Dret intern dels Estats. Es tracta així mateix d'una jurisdicció de creació originària, amb caràcter obligatori i exclusivitat per als casos que es prevegin en els Tractats, casos en els quals el Tribunal Nacional en qüestió resulti incompetent.
Respecte al mètode interpretatiu que segueix el Tribunal de Justícia cal assenyalar la immensitat de principis que pot seguir per a resoldre, així com la tasca dels Advocats Generals d'extreure els principis comuns o estesos en els ordenaments jurídics interns per a aquells casos en els quals la solució del conflicte no pugui trobar-se en el dret comunitari.

## Composició
El tribunal està compost per un jutge de cada Estat membre de la Unió Europea. Els jutges són assistits per advocats generals, un secretari i diversos assistents. També poden constituir-se Sales de tres o cinc jutges que hauran d'actuar en algunes diligències d'instrucció tal com indica el Reglament de Procediment. És el mateix Tribunal el que fixa les competències de cada Sala, a més de l'adscripció dels jutges en aquestes. El Diari Oficial de la Unió Europea (DOUE) és el que ha de reflectir la composició de les Sales. Finalment, a més d'en sales i en Ple, també podran reunir-se en Gran Sala.
A inicis de l'any 2007 el Tribunal estava compost per 27 jutges i 8 advocats generals. A petició de la sala, el Consell de la Unió Europea pot, en un acord pres per unanimitat, incrementar el nombre d'advocats generals.
Els jutges i advocats generals són escollits de mutu acord pels governs dels països membres, atorgant-los un mandat prorrogable de 6 anys, i cada 3 anys es produeix una renovació parcial d'aquests membres. Són seleccionats entre un conjunt d'experts juristes la independència dels quals està fora de tot dubte, i hauran de posseir les aptituds requerides per a formar part del més alt tribunal dels seus respectius Estats, o bé, tenir un prestigi professional àmpliament reconegut.

### President
El seu nomenament es produeix cada 3 anys, i el seu titular s'extreu d'entre els jutges. Són els mateixos magistrats qui escullen per votació al President del Tribunal, que tindrà un mandat renovable.
Entre les funcions del President, cal destacar la direcció dels treballs i serveis del Tribunal, així com la presidència de les audiències i deliberacions de la Sala del Consell.
| #                                                                                  | Termini                                        | President                     | Estat         |
| ---------------------------------------------------------------------------------- | ---------------------------------------------- | ----------------------------- | ------------- |
| 1                                                                                  | 1952–1958                                      | Massimo Pilotti               | Itàlia        |
| 2                                                                                  | 1958–1964                                      | Andreas Matthias Donner       | Països Baixos |
| 3                                                                                  | 1964–1967                                      | Charles Léon Hammes           | Luxemburg     |
| 4                                                                                  | 1967–1976                                      | Robert Lecourt                | França        |
| 5                                                                                  | 1976–1980                                      | Hans Kutscher                 | Alemanya      |
| 6                                                                                  | 1980–1984                                      | Josse Mertens de Wilmars      | Bèlgica       |
| 7                                                                                  | 1984–1988                                      | John Mackenzie-Stuart         | Regne Unit    |
| 8                                                                                  | 1988–1994                                      | Ole Due                       | Dinamarca     |
| 9                                                                                  | 1994–2003                                      | Gil Carlos Rodríguez Iglesias | Espanya       |
| 10                                                                                 | 7 octubre 2003 – 6 octubre 2015                | Vassilios Skouris             | Grècia        |
| 11                                                                                 | 8 octubre 2015–ara Expira el 6 octubre de 2018 | Koen Lenaerts                 | Bèlgica       |
| Source: «The Presidents of the Court of Justice». CVCE. [Consulta: 19 abril 2013]. |                                                |                               |               |

### Jutges
Cada Estat membre té la capacitat per a nomenar un jutge, de manera que el nombre d'aquests coincideix actualment amb el nombre d'Estats. Els jutges són escollits per un període de 6 anys, i es renova la meitat de la seva plantilla cada tres.
Els jutges, com els advocats generals, haurien de ser seleccionats entre individus totalment independents, que reuneixin els requisits per a accedir a les més altes funcions jurisdiccionals del seu país, o bé jurisconsults de reconeguda competència.

### Advocats generals
La figura de l'advocat general ocupa un paper especial en el Tribunal de Justícia, aportant als jutges la seva opinió amb total imparcialitat i independència. No formen part de les deliberacions del Tribunal, sent aquests els que finalment aportin la decisió final.
Cal ressaltar que malgrat la seva denominació, no tenen res a veure amb els advocats, fiscals o advocats de l'Estat, ja que les seves funcions els situen més prop de l'òrbita judicial. Malgrat que el seu assessorament sol ser tingut molt en compte, hi ha la possibilitat que el Tribunal resolgui en una direcció diferent a la qual els advocats generals haguessin plantejat.
Cinc dels vuit advocats generals són nomenats respectivament per Espanya, França, Itàlia i Alemanya, mentre que la resta són escollits pels restants 22 països restants de la UE, seguint un torn d'ordre alfabètic. Abans de la seva sortida de la UE, el Regne Unit també tenia aquesta facultat. Per la seva part, Polònia ha insistit a obtenir un sisè lloc per a designar permanentment a un advocat general.

### Secretari
És un càrrec similar al de Secretari judicial dels tribunals ordinaris, que és escollit pel tribunal per un període de sis anys amb la possibilitat de ser reescollit. També ocupa les funcions de Secretari General de la institució, actuant a més com a notari dels processos. El Tribunal pot assignar-li un o diversos secretaris assistents.
El Secretari ajuda al Ple, les sales, el President i els jutges en totes les seves funcions oficials. És el responsable de la secretaria del Tribunal, encarregant-se de la recepció, transmissió i custòdia dels documents i sol·licituds que entrin en la institució. També és el custodi del Segell del Tribunal, i es responsabilitza dels arxius i publicacions d'aquest. Té altres tasques assignades, com poden ser la gestió financera de la institució, funció que ocupa recolzant-se en un administrador.

### Col·laboradors
Al costat dels jutges i advocats generals existeixen una multitud de col·laboradors, especialistes en dret o una altra matèria, que seran nomenats i destituïts pel mateix jutge o advocat, que s'encarregaran dels aspectes tècnics i la recerca de la informació i la documentació documentació necessàries per a resoldre el procés en qüestió.
Així mateix el Tribunal s'ha dotat d'un servei lingüístic que tracta de salvar les barreres idiomàtiques incorporant un cos de traductors experts en Dret que dominin les llengües oficials de la Unió Europea.

## Recursos
El Tribunal de Justícia pot rebre recursos directes o bé qüestions prejudicials. Respecte als primers, cal destacar la legitimació que reben els particulars, els Estats i les mateixes institucions, de manera que qualsevol d'ells pot presentar un recurs directe davant el Tribunal. En funció de qui el presenta, i de quin sigui el seu objecte, els recursos directes poden referir-se al control dels òrgans comunitaris, al contenciós de plena jurisdicció (processos autònoms) i al control dels Estats membre.
Respecte a la qüestió prejudicial, cal destacar que sorgeix d'un òrgan jurisdiccional d'algun Estat membre, que considera pertinent un pronunciament del Tribunal de Justícia sobre la interpretació dels Tractats, dels actes de les Institucions comunitàries, o dels estatuts dels organismes creats per un acte del Consell que preveuen tal possibilitat. Al contrari que en el recurs directe, en la qüestió prejudicial es comparteix la competència amb l'òrgan judicial que l'hagués plantejat.